# Медалі «10 років сумлінної служби», «15 років сумлінної служби», «20 років сумлінної служби»
Медалі «10 років сумлінної служби», «15 років сумлінної служби», «20 років сумлінної служби» — типові відомчі заохочувальні відзнаки для нагородження військовослужбовців, осіб рядового і начальницького складу, передбачені діючим з 2012 року Положенням про відомчі заохочувальні відзнаки.
Умовою для нагородження медалями «10 років сумлінної служби», «15 років сумлінної служби», «20 років сумлінної служби» є наявність вислуги не менше ніж 10, 15 та 20 календарних років (у календарному обчисленні) відповідно. 
| Медаль «20 років сумлінної служби»                                         | Медаль «15 років сумлінної служби»                                         | Медаль «10 років сумлінної служби»                                         | Орган                                                              | Заснована       |
|                                                                            |                                                                            |                                                                            | Державна пенітенціарна служба України                              | 11 березня 2013 |
|                                                                            |                                                                            |                                                                            | Державна прикордонна служба України                                | 16 квітня 2013  |
|                                                                            |                                                                            |                                                                            | Державна служба спеціального зв'язку та захисту інформації України | 28 січня 2013   |
|                                                                            |                                                                            |                                                                            | Державна служба України з надзвичайних ситуацій                    | 17 січня 2014   |
|                                                                            |                                                                            |                                                                            | Державна спеціальна служба транспорту                              | 15 січня 2013   |
| Медаль «20 років сумлінної служби» (Міністерство внутрішніх справ України) | Медаль «15 років сумлінної служби» (Міністерство внутрішніх справ України) | Медаль «10 років сумлінної служби» (Міністерство внутрішніх справ України) | Міністерство внутрішніх справ України                              | 18 січня 2013   |
| Медаль «20 років сумлінної служби» (Міністерство оборони України)          | Медаль «15 років сумлінної служби» (Міністерство оборони України)          | Медаль «10 років сумлінної служби» (Міністерство оборони України)          | Міністерство оборони України                                       | 11 березня 2013 |
|                                                                            |                                                                            |                                                                            | Національна гвардія України                                        | 11 серпня 2014  |
| Медаль «20 років сумлінної служби» (Податкова міліція)                     | Медаль «15 років сумлінної служби» (Податкова міліція)                     | Медаль «10 років сумлінної служби» (Податкова міліція)                     | Податкова міліція                                                  | 16 липня 2013   |
| Медаль «20 років сумлінної служби» (Служба безпеки України)                | Медаль «20 років сумлінної служби» (Служба безпеки України)                | Медаль «20 років сумлінної служби» (Служба безпеки України)                | Служба безпеки України                                             | 25 січня 2013   |
| Медаль «20 років сумлінної служби» (Служба зовнішньої розвідки України)    | Медаль «20 років сумлінної служби» (Служба зовнішньої розвідки України)    | Медаль «20 років сумлінної служби» (Служба зовнішньої розвідки України)    | Служба зовнішньої розвідки України                                 | 5 лютого 2013   |
| Медаль «20 років сумлінної служби» (Управління державної охорони України)  | Медаль «20 років сумлінної служби» (Управління державної охорони України)  | Медаль «20 років сумлінної служби» (Управління державної охорони України)  | Управління державної охорони України                               | 1 лютого 2013   |